# Альфонс Гіттер
Альфонс Гіттер (нім. Alfons Hitter; 4 червня 1892, Гохштатт — 11 березня 1968, Томасберг) — німецький воєначальник, генерал-лейтенант. Кавалер Лицарського хреста Залізного хреста з дубовим листям.

## Біографія
Учасник Першої світової війни.
27 грудня 1918 року звільнений у відставку, але 1 червня 1922 року повернувся на службу, служив у артилерії. З 15 жовтня 1935 року — командир 1-го дивізіону 52-го, з 6 жовтня 1936 року — 62-го артилерійського полку. З 26 серпня 1939 року — начальник 613-го артилерійського штабу особливогоп призначення.
З 1 грудня 1940 року — командир 178-го артилерійського полку. Учасник боїв на радянсько-німецькому фронті. Відзначився у боях під В'язьмою. 1-14 лютого 1942 року — начальник 112-го артилерійського командування. З 3 березня 1942 року — командир 206-ї піхотної дивізії.
26 червня 1944 року призначений комендантом фортеці Вітебськ. 28 червня 1944 року взятий в полон радянськими військами. Член Національного комітету «Вільна Німеччина».
3 грудня 1947 року засуджений військовим трибуналом до 25 років таборів. 8 жовтня 1955 року переданий владі ФРН і звільнений.

## Звання
- Єфрейтор (1 квітня 1912)
- Унтер-офіцер (1 серпня 1912)
- Віце-фельдфебель (27 січня 1915)
- Лейтенант резерву (16 березня 1915)
- Лейтенант (1 травня 1922)
- Обер-лейтенант (1 жовтня 1923)
- Гауптман (капітан) (1 травня 1928)
- Майор (1 вересня 1934)
- Оберст-лейтенант (підполковник) (1 березня 1937)
- Оберст (полковник) (1 березня 1940)
- Генерал-майор (1 серпня 1942)
- Генерал-лейтенант (1 березня 1943)[1]

## Нагороди

### Перша світова війна
- Залізний хрест 2-го класу (2 вересня 1944)
- Залізний хрест 1-го класу (5 лютого 1916)
- Хрест «За військові заслуги» (Австро-Угорщина) 3-го класу з військовою відмінністю[2]

### Міжвоєнний період
- Почесний хрест ветерана війни
- Медаль «За вислугу років у Вермахті» 4-го, 3-го, 2-го і 1-го класу (25 років)

### Друга світова війна
- Застібка до Залізного хреста 2-го класу (13 травня 1940) — як оберст і начальник 613-го артилерійського штабу особливогоп призначення.
- Застібка до Залізного хреста 1-го класу (2 липня 1940) — як оберст і начальник 613-го артилерійського штабу особливогоп призначення.
- Лицарський хрест Залізного хреста з дубовим листям
  - Хрест (14 грудня 1941) — як оберст і командир 178-го артилерійського полку.
  - Дубове листя (№ 488; 4 червня 1944) — як генерал-лейтенант і командир 206-ї піхотної дивізії.
- Двічі відзначений у Вермахтберіхті
  - 19 листопада 1943
  - Нижньосаксонська 131-а піхотна дивізія під командуванням генерал-лейтенанта Гіттера відзначилась на середній ділянці фронту. (11 лютого 1944)
- Німецький хрест в золоті (15 грудня 1943) — як генерал-лейтенант і командир 206-ї піхотної дивізії[1].